# Özmal, Murgul
Özmal là một xã thuộc huyện Murgul, tỉnh Artvin, Thổ Nhĩ Kỳ. Dân số thời điểm năm 2010 là 72 người.